# Кинг Сити (град, Орегон)
Кинг Сити (на английски: King City) е град в окръг Вашингтон, щата Орегон, САЩ. Кинг Сити е с население от 2350 жители (2006) и обща площ от 1,1 km². Намира се на 64,9 m надморска височина. ЗИП кодът му е 97224, а телефонният му код е 503.